# Neil Kerr
Neil Kerr (* 13. April 1871 in Bowling; † 1901) war ein schottischer Fußballspieler. In seiner aktiven Karriere als Spieler gewann er in den 1890er Jahren zweimal die schottische Meisterschaft und den Pokal.

## Karriere
Neil Kerr wurde im Jahr 1871 in Bowling etwa fünf Kilometer südöstlich von Dumbarton geboren. Ab 1887 spielte er in Glasgow das etwa 16 km nordwestlich seiner Geburtsstadt lag, für den FC Cowlairs der von Arbeitern der Cowlairs Railway gegründet worden war. Größter Erfolg mit dem Verein war für Kerr das Erreichen der 5. Runde im schottischen Pokal im Jahr 1888.
Ein Jahr danach wechselte er zu den Glasgow Rangers. Im Januar 1891 spielte er einmal im Trikot des FC Dumbarton und traf dabei bei einem 5:0-Sieg über den FC Cambuslang. Mit den Rangers gewann er in der Saison 1890/91 die schottische Meisterschaft die mit Dumbarton geteilt wurde. Im Februar 1894 gewann er mit den Rangers den schottischen Pokal. Im Finale gegen Celtic kam Kerr allerdings nicht zum Einsatz. In der Liga kam Kerr für die Rangers in vier Spielzeiten auf 58 Einsätze, in denen 20 Tore erzielte.
Am 4. Juni 1894 unterschrieb Kerr einen Vertrag beim englischen Erstligaaufsteiger FC Liverpool. Sein Debüt feierte er am 13. September 1894 bei einer 1:2-Heimniederlage gegen die Bolton Wanderers. Einen Monat später erzielte er sein erstes Tor, als er beim 2:2 gegen Sheffield United zur 1:0-Führung traf. In 12 Partien traf Kerr insgesamt dreimal, Liverpool stieg nach einem Jahr wieder ab.
Daraufhin wechselte er für die Saison 1895/96 zu Nottingham Forest. Mit dem Verein belegte er Platz dreizehn der Tabelle in der 1. Liga. Nach einem Jah in Nottingham ging er zurück nach Schottland. Zunächst spielte er für ein Jahr beim FC Falkirk in einer unterklassigen Liga, bis er zwischen 1897 und 1899 noch einmal für die Glasgow Rangers spielte. Mit diesen gewann er 1898 ein weiteres Mal den Pokal und 1899 die Meisterschaft.

## Erfolge
mit den Glasgow Rangers
- Schottischer Meister (1): 1891*, 1899
- Schottischer Pokalsieger (1): 1894, 1898

mit dem FC Dumbarton
- Schottischer Meister (1): 1891*

(* geteilte Meisterschaft)